# Federazione calcistica di Guam
La Federazione calcistica guamana (in inglese Guam Football Association, acronimo GFA) è l'organo che governa il calcio a Guam. Pone sotto la propria egida il campionato e la Nazionale guamana. Fu fondata nel 1975 ed è affiliata all'AFC e alla FIFA. L'attuale presidente è Richard K. Lai.